# ثيتل (جنس)
الثَيْتَل أو الحَيْرَم جنس حيوانات لبونة من بقر الوحش، كبير الجثة عالية الدوارج رفيعة الحارك منحدرة الكفل طويلة الرأس الضيق منعطفة القرون المحدودبة كبيرة الآذان طويلة الذيل. يتراوح طولها من 260 إلى 280 سم، وارتفاعها من 120 إلى 130 سم وقرونها نحو 50 سم.

## الأنواع
من أنواعها:
- حيرمة كاما

- حيرمة كنزي
- ثيتل الهرتبيس